# Solenocaulon ramosum
Solenocaulon ramosum is een zachte koraalsoort uit de familie Anthothelidae. De koraalsoort komt uit het geslacht Solenocaulon. Solenocaulon ramosum werd in 1903 voor het eerst wetenschappelijk beschreven door Hickson. 